# Bettencourt-Affäre
Unter dem Namen Bettencourt-Affäre ist eine politische Affäre in Frankreich bekannt. Im Mittelpunkt steht dabei der Vorwurf, mehrere Personen aus dem Umfeld der L’Oréal-Erbin Liliane Bettencourt hätten sich an ihrem Vermögen bereichert. Ihre politische Bedeutung erhielt die Affäre durch den Vorwurf,
Bettencourt habe auch illegale Parteispenden an Politiker der Regierungspartei UMP gezahlt, vor allem an den Präsidenten Nicolas Sarkozy und den Arbeitsminister und Schatzmeister der UMP, Éric Woerth. Während mehrere Personen zu Gefängnis- oder Geldstrafen verurteilt wurden, wurde das Ermittlungsverfahren gegen Sarkozy eingestellt und Woerth im Strafprozess freigesprochen.

## Geschichte

### Familienstreit
Françoise Bettencourt-Meyers klagte 2008 den Vertrauten ihrer Mutter, den Fotografen François-Marie Banier, wegen Erschleichung von Geschenken im Wert von einer Milliarde Euro an. Zudem strengte sie die Entmündigung ihrer Mutter an. Um ihre Vorwürfe beweisen zu können, beauftragte sie 2008 und 2009 den Hausangestellten ihrer Mutter, Privatgespräche heimlich aufzunehmen. Die Tonaufnahmen übergab sie der Polizei. Sie wurden verschiedenen Medien zugespielt.
2009 scheiterte die Tochter mit ihrem Antrag, dass ihre Mutter unter Vormundschaft zu stellen sei. Diese verklagte ihrerseits 2010 ihre Tochter wegen „seelischer Grausamkeit“ bei einem Gericht in Nanterre. Am 6. Dezember 2010 ließ Françoise Bettencourt-Meyers bekanntgeben, dass sie alle von ihr angestrengten gerichtlichen Verfahren zurückziehe und sie mit ihrer Mutter eine Übereinkunft getroffen habe, deren Inhalt nicht für die Öffentlichkeit bestimmt sei.
Am 17. Oktober 2011 stellte das Vormundschaftsgericht in Courbevoie in Paris Liliane Bettencourt unter die Vormundschaft ihres ältesten Enkels Jean-Victor Meyers. Ihr Vermögen sollte von Françoise Bettencourt-Meyers und ihren zwei Enkeln verwaltet werden.

### Finanzaffäre
Aus den Tonaufnahmen, die Bettencourt-Meyers der Polizei übergeben hatte, ergab sich der Verdacht, dass Liliane Bettencourt Steuern hinterzogen habe, indem sie fast 80 Millionen Euro in die Schweiz verschob, einen weiteren Teil ihres Vermögens nach Singapur brachte und dem Fiskus den Besitz der Seychellen-Insel D’Arros verschwieg. Die Affäre wurde am 16. Juni 2010 durch eine Veröffentlichung in Mediapart zum ersten Mal publik. Im Gegenzug dafür, dass Bettencourt dem Fiskus alle notwendigen Informationen mitteilte, die hinterzogenen Steuern und die vorgesehenen Strafzahlungen leistete, verzichtete dieser auf eine Anklage Bettencourts wegen Steuerhinterziehung. Eine solche Vorgehensweise ist in Frankreich üblich.

### Staatsaffäre
Die Tonaufnahmen führten im Sommer 2010 zu einer Regierungskrise, weil Bettencourt konservativen Politikern – darunter auch Nicolas Sarkozy – jahrelang Bargeld übergeben haben soll. Allein für den Wahlkampf 2007 soll der Arbeitsminister Éric Woerth in seiner Funktion als Schatzmeister der UMP 150.000 Euro als Parteispende erhalten haben. Da in Frankreich Parteispenden nur bis 7.500 Euro jährlich erlaubt sind, würde es sich um illegale Zahlungen handeln. Präsident Sarkozy wies die Vorwürfe in einem Fernsehinterview im Juli 2010 als „Lügen“ zurück.
Laut Isabelle Prévost-Desprez, Präsidentin der auf Finanzdelikte spezialisierten Kammer des Gerichtshofs von Nanterre, gaben zwei Zeugen (eine davon Bettencourts Krankenschwester) an, die Übermittlung der Bargeldübergaben an Sarkozy gesehen zu haben. Beide gaben aber aus Furcht vor Repressalien ihre Aussagen nicht zu Protokoll. Bettencourts Krankenschwester erhielt nach eigenen Angaben Morddrohungen und zog ihre Aussagen zurück.
Am 17. Oktober 2011 wurde der Chef des Inlandsgeheimdienst Bernard Squarcini in Zusammenhang mit der Überwachung eines Journalisten der Zeitung Le Monde als „Zeuge mit Rechtsbeistand“, einer Mischung zwischen Zeuge und Beklagter, geladen. Ihm wurde vorgeworfen zusammen mit Polizeichef Frédéric Péchenard die Telefonate des Journalisten ausgewertet zu haben. Ziel sollen die Informanten in der Bettencourt-Affäre gewesen sein.
Am 21. März 2013 eröffnete die Justiz in Bordeaux ein formelles Ermittlungsverfahren gegen Sarkozy. Der Untersuchungsrichter warf ihm vor, die körperlich und geistig schwache Gesundheit von Bettencourt ausgenutzt zu haben, um von ihr erhebliche finanzielle Mittel für seinen Wahlkampf im Jahr 2007 zu erhalten. Am 24. September 2013 wies das Berufungsgericht in Bordeaux die Beschwerden von Sarkozy und den Mitangeklagten ab. Damit behielt insbesondere das medizinische Gutachten zur Demenz Bettencourts Gültigkeit. Am 7. Oktober stellte der Untersuchungsrichter das Ermittlungsverfahren gegen Sarkozy ein.

## Prozess
Am 26. Januar 2015 begann in Bordeaux der erste Strafprozess in der Affäre. Den zehn Angeklagten, darunter Éric Woerth und François-Marie Banier, wurde vorgeworfen der an Demenz leidenden Bettencourt mehrere Millionen Euro entwendet zu haben. Am 28. Mai 2015 sprach das Strafgericht acht der verbliebenen neun Angeklagten schuldig, Woerth wurde freigesprochen. Ein Verfahren war wegen eines Selbstmordversuchs des Angeklagten Alain Thurin abgetrennt worden, dieser wurde im Oktober 2015 freigesprochen. Die Gefängnisstrafen gegen Banier (vier Monate Gefängnis zur Bewährung und eine Geldstrafe) und den Rechtsanwalt und Vermögensverwalter Bettencourts, Pascal Wilhelm (zwölf Monate Gefängnis zur Bewährung), wurden in einem Berufungsverfahren erheblich reduziert, die Strafe gegen Baniers Geschäftspartner Martin d’Orgeval (18 Monate Gefängnis zur Bewährung) wurde bestätigt. Ein in erster Instanz Verurteilter wurde im Berufungsverfahren freigesprochen. Bettencourts ehemaliger Vermögensverwalter Patrice de Maistre (30 Monate Gefängnis, davon 12 Monate zur Bewährung, und eine Geldstrafe), der Notar und Partner de Maistres, Jean-Michel Normand (ein Jahr Gefängnis zur Bewährung und eine Geldstrafe), und der Unternehmer Stéphane Courbit (Geldstrafe) zogen ihre Berufungen zurück, womit das Urteil der ersten Instanz rechtskräftig wurde. Ein Angeklagter verstarb vor dem Berufungsverfahren, wodurch das Verfahren hinfällig wurde.
Neben den Gefängnisstrafen wurden die Angeklagten teilweise auch zu Schadensersatz an Bettencourt verurteilt, Banier dabei ursprünglich zu einem Betrag von über 150 Millionen Euro einschließlich Zinsen, der im Berufungsverfahren aber aufgehoben wurde.

## Weitere Verfahren
Mediapart und Le Point wurden im Juli 2013 verurteilt, die Abschriften der Tonbandaufnahmen und daraus zitierende Artikel von ihren Homepages zu entfernen, weil die Privatsphäre Bettencourts verletzt würde. Das Urteil wurde im Juli 2014 vom Kassationsgerichtshof bestätigt. Mediapart klagt gegen die Verfügung vor dem Europäischen Gerichtshof für Menschenrechte.
Im Januar 2016 wurden der Hausangestellte Bettencourts, der die Tonbandaufnahmen angefertigt hatte, und fünf Journalisten freigesprochen. Ihnen war Verletzung der Privatsphäre Bettencourts zur Last gelegt worden.
Im Juli 2016 wurde gegen Françoise Bettencourt-Meyers ein Ermittlungsverfahren wegen des Verdachts der Bestechung von Zeugen eingeleitet.
Gegen Nicolas Sarkozy ist seit 2014 ein Ermittlungsverfahren im Zusammenhang mit der Affäre im Gange. Ihm wird vorgeworfen, gemeinsam mit seinem Anwalt von einem Juristen am Kassationsgerichtshof vertrauliche Informationen unter anderem zu den Ermittlungen im Fall Bettencourt erhalten zu haben und diesem dafür Unterstützung bei einer Bewerbung versprochen zu haben.